# 信濃木崎站
信濃木崎站（日语：／ Shinano-Kizaki eki */?）是位於長野縣大町市平木崎，屬於東日本旅客鐵道（JR東日本）的大糸線車站。車站編號是21。

## 歷史
- 1929年（昭和4年）9月25日：國鐵大糸南線信濃大町站至簗場站之間開通，此站啟用[2]。為旅客和貨物車站。
- 1957年（昭和32年）8月15日：中土站至小瀧站之間開通，全線開通並改名為大糸線[2]。
- 1959年（昭和34年）7月17日：信濃大町站至信濃四谷站（現時：白馬站）之間電氣化[4]。
- 1983年（昭和58年）：成為無人車站[1]。
- 1987年（昭和62年）4月1日：伴隨國鐵分割民營化，車站由東日本旅客鐵道（JR東日本）營運[5][6]。
- 1999年（平成11年）12月28日：新車站大樓竣工[新聞 1]。
- 2014年（平成26年）
  - 11月22日：發生長野縣神城斷層地震，信濃大町站至糸魚川站之間暫停運行[新聞 2]。
  - 11月25日：信濃大町站至白馬站之間重開[新聞 3]。

## 車站構造
此站是設有2面2線相對式月台的地面車站，可進行列車交會。此站是由信濃大町站管理的無人車站。站內沒有設置廁所，最接近此站的廁所是位於木崎湖畔的公廁，需歩行5分鐘。

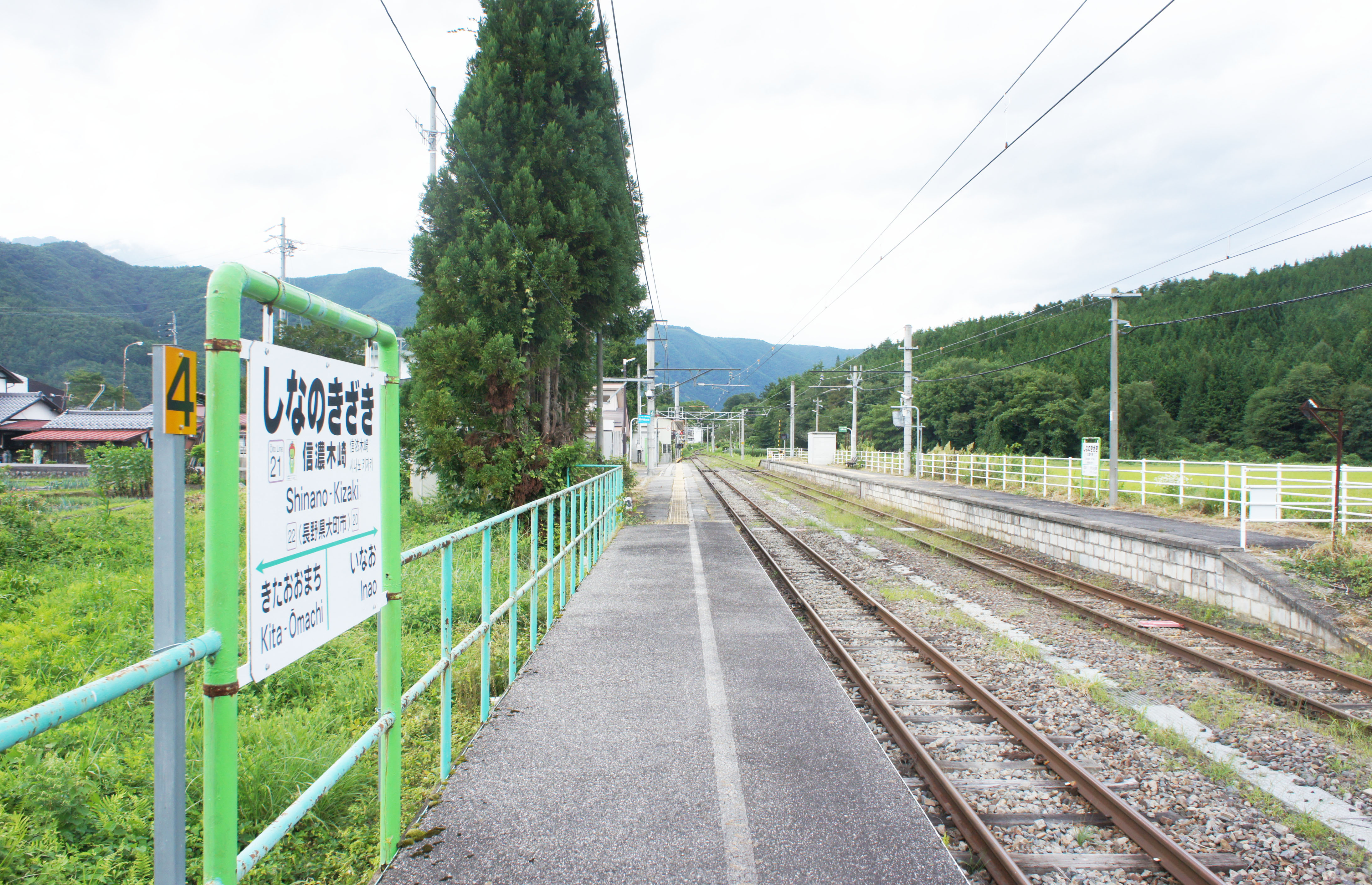
月台（2021年8月）
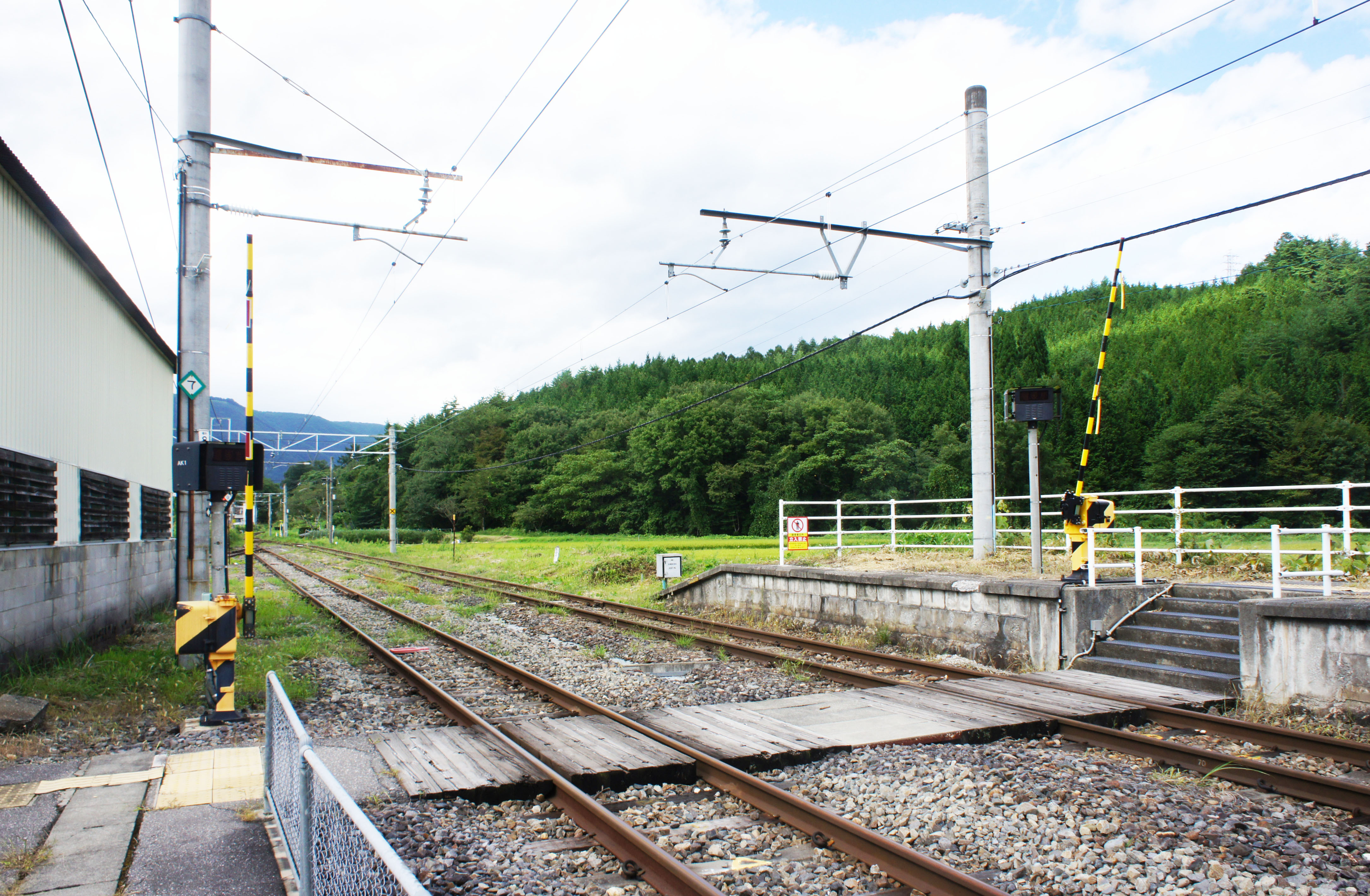
平交道（2021年8月）

### 月台
| 月台 | 路線    | 上下行 | 方向       |
| ---- | ------- | ------ | ---------- |
| 1    | ■大糸線 | 下行   | 南小谷方向 |
| 2    | ■大糸線 | 上行   | 松本方向   |

## 使用狀況
根據「長野縣統計書」，以下為1日平均乘車人次資料：
- 2007年度 - 24人[1]
- 2009年度 - 22人[1]
- 2010年度 - 29人[9]
- 2011年度 - 39人[3]

## 車站周邊
此站是前往木崎湖觀光的中心車站，因此此站較多人使用。但是隨著私家車的普及，乘客人次有所減少。
- 木崎湖[1]
- 木崎湖隧道
- 木崎湖溫泉Yu~puru木崎湖[1]
- 星湖亭
- 國道148號（日语：国道148号）[7]

## 巴士路線
大町市民巴士
- 白濱 - 中綱 - 海之口 - 信濃木崎站 - 合同廳舍口 - 信濃大町站 - 綜合福祉中心

## 相鄰車站
東日本旅客鐵道（JR東日本）
■大糸線
快速（只有上行1班停站） 
信濃大町（23）←信濃木崎（21）←簗場（18）
普通
北大町（22）－信濃木崎（21）－稻尾（20）

## 注腳

### 報道發表資料
1. 1 2   (PDF) (新闻稿). 東日本旅客鉄道長野支社. 2016-12-07  [2016-12-08]. （原始内容 (PDF)存档于2016-12-08） （日语）.

### 新聞
1. ↑  . 信濃毎日新聞 (信濃毎日新聞社). 1999-12-29: 16（朝刊） （日语）.
2. ↑  “41人けが、全壊34棟 長野北部地震、余震70回に”. 中日新聞 (中日新聞社). (2014年11月24日)
3. ↑  “長靴姿で登校、大糸線が一部再開 県神城断層地震”. 中日新聞 (中日新聞社). (2014年11月26日)

## 外部連結
- 車站資訊（信濃木崎）：東日本旅客鐵道（日語）